# 24019 Jeremygasper
24019 Jeremygasper là một tiểu hành tinh vành đai chính với chu kỳ quỹ đạo là 1350.1256967 ngày (3.70 năm).
Nó được phát hiện ngày 9 tháng 9 năm 1999.